# Walther Steller
Walther Steller (* 1. Oktober 1895 in Breslau; † 29. Dezember 1971 in Kiel) war ein deutscher Hochschulprofessor, Germanist (Frisist) und Volkskundler, Mitglied der NSDAP in der Zeit des Nationalsozialismus. Nach dem Zweiten Weltkrieg war er außerdem Bundeskulturwart der Landsmannschaft Schlesien.

## Wissenschaftliche Tätigkeit
Walther Steller wurde am 1. Oktober 1895 als Sohn des Kaufmanns Max Steller und dessen Ehefrau Gertrud geborenen Quiehl in Breslau geboren. 1919 wurde er hier bei Theodor Siebs promoviert. 1922 habilitierte er sich mit einer Arbeit über „Das altwestfriesische Schulzenrecht“ (erschienen 1926). Der Wert dieser Arbeit wird unterschiedlich beurteilt: Während Nils Århammar meinte, Steller habe damit „methodisches Neuland“ betreten, bezeichnet Harm-Peer Zimmermann sie als „kaum mehr als eine kommentierte Quellenedition“. 1928 erschien sein „Abriß der altfriesischen Grammatik“, die jedoch lediglich als „Kompilation aus der ‘Geschichte der friesischen Sprache’ seines Lehrmeisters Theodor Siebs“ eingeschätzt wird (Århammar). Steller übernahm im selben Jahr die Leitung der „Volkskundlichen Abteilung“ des „Deutschen Instituts“. Seit 1926/27 oblag ihm außerdem die Aufnahme von schlesischen sowie von nord-, ost- und westfriesischen Mundarten im Auftrag der „Schlesischen Gesellschaft für Volkskunde“. Seit 1927 engagierte er sich für den „Atlas der deutschen Volkskunde“, dessen „Landesstelle Niederschlesien“ er führte.

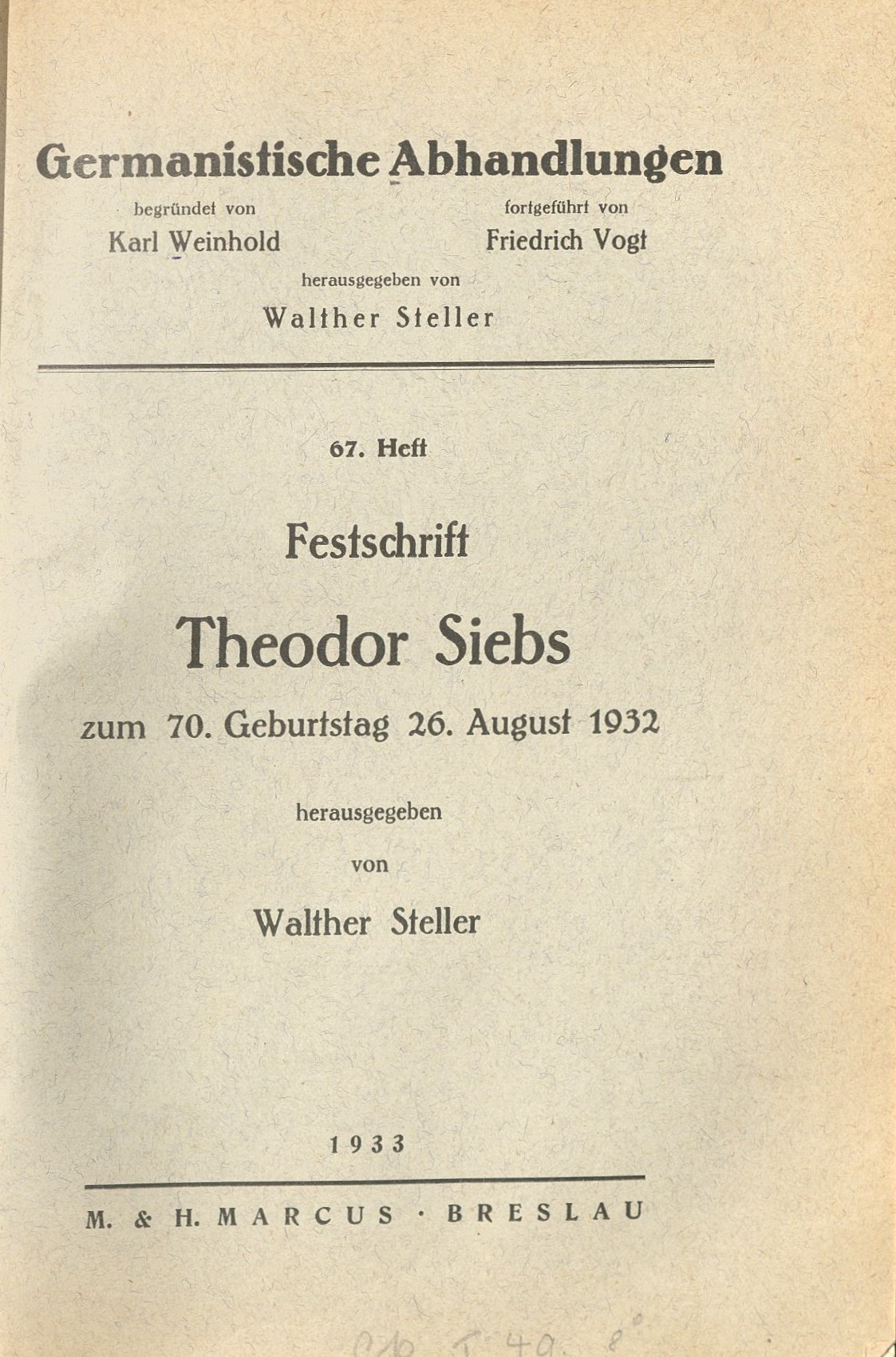
Steller als Herausgeber der Germanistischen Abhandlungen und der Festschrift für Theodor Siebs

1935 heiratete er in Breslau. 1937 wurde ihm ein Lehrauftrag für Friesisch durch die Christian-Albrechts-Universität Kiel erteilt. Gleichzeitig übernahm er die Arbeit am „Nordfriesischen Wörterbuch“ im Rahmen des „Instituts für Volks- und Landeskunde“. Seine in diesem Zusammenhang erschienenen Schriften „Generationsprobleme des Neufriesischen“ (1940) und „Nordfriesland“ (1941) fanden zu ihrer Zeit in weiten Kreisen Anklang und sicherten Steller nach seinem Tod einen anerkennenden Nachruf von friesischer Seite. 1940 wurde er zum nichtbeamteten außerordentlichen Professor für „Deutsche Philologie“ an der Kieler Universität mit dem Schwerpunkt Friesisch ernannt. Seitdem bot er auch wieder volkskundliche Veranstaltungen an. Aus Krankheitsgründen lehrte Steller bis zum Kriegsende jedoch nur unregelmäßig in Kiel.
1945 wurde er entlassen und konnte erst nach seiner Entnazifizierung im Sommersemester 1947 die Vorlesungstätigkeit an der Universität Kiel wieder aufnehmen. Er las bis einschließlich Wintersemester 1961/62 am germanistischen Seminar vor allem auch zu volkskundlichen und friesischen Themen. Darüber hinaus war er Bundeskulturwart der schlesischen Landsmannschaft. Walther Steller starb am 29. Dezember 1971 in Kiel.

## Politische Aktivitäten in der Weimarer Republik und im NS-Staat
Bereits frühzeitig hatte sich Steller dem rechtsextremen politischen Lager angeschlossen. Er selbst bezeichnete sich rückblickend als „unbewußten Gefolgsmann Hitlers“ von dessen Anfängen an. Besonders stark engagierte sich Steller in der Frage der umstrittenen Ostgrenze Deutschlands nach dem Ersten Weltkrieg. Seit 1920 beteiligte er sich aktiv an dem „Grenzkampf“ in Oberschlesien, bei dem von deutscher wie von polnischer Seite territoriale Ansprüche mit wissenschaftlichen (siehe z. B. Gustaf Kossinna), zum Teil aber auch mit terroristischen Mitteln geltend gemacht wurden, und zog in gleicher Mission auch durch das Sudetenland.
Bereits 1922/23 plante er den Ausbau und die Aufwertung des Germanischen Seminars zu einem „Deutschen Institut“, damit „Breslau als die Universität des deutschen Südostens“ schlagkräftiger der slawischen Bewegung entgegentreten könne. Diese Ideen wurden dann 1928 verwirklicht. In seiner 1924 anonym publizierten Schrift „Germania! Quo vadis?“ fasste Steller seine nationalistischen Überzeugungen gleichsam in einem weltanschaulichen Katechismus zusammen, dessen erster Punkt lautete: „Ich glaube an das Ideal einer deutschen Volksgemeinschaft“. Des Weiteren forderte er das Bekenntnis „zum Leben“, „zur Tat“, „zu den Großtaten der Väter“, zu „Schöpfung und Tradition“ als „Religion für die Erneuerung Deutschlands“ aufzufassen. Offenbar in der Hoffnung auf mögliche Bekehrung sandte er seine nationalistische Kampfschrift 1924 an den Reichspräsidenten Friedrich Ebert. Ein weiteres Exemplar ging am 3. April 1933 an Adolf Hitler.
1925 begründete Steller „im Sinne des Wehrsportgedankens“ und seines politischen Glaubensbekenntnisses („Deutsche Männer, einigt Eure Fäuste“) den Breslauer „Akademischen Reiterverein“. Daraus ging die „berittene SA“ der Stadt hervor, deren Gründungsmitglied Steller war. Für die völkisch-nationalistische Agitation dienten ihm außerdem vor allem Lehrerversammlungen, die er im Rahmen seiner Arbeit am „Atlas der deutschen Volkskunde“ anberaumte.
Im April 1933 trat Steller in die NSDAP ein, wobei er bereits lange zuvor keinen Hehl aus seinen Sympathien für diese Partei gemacht hatte. Ab dieser Zeit erschien er auch auf dem Universitätsgelände und in seinen Vorlesungen und Seminaren in SA-Uniform. In den folgenden Wochen und Monaten kamen neben der NSDAP-Zugehörigkeit Mitgliedschaften in der „Reichsfachschaft Hochschullehrer“ des „NS-Lehrerbundes“, im „NS-Lehrerbund“ und in der für die breite Durchsetzung der nationalsozialistischen Weltanschauung und zu Gleichschaltungszwecken gegründeten „Politischen Organisation“ der Partei („P. O.“ der NSDAP) hinzu. Auf diese Weise gestützt, avancierte Steller zum heftigsten Vorkämpfer des Nationalsozialismus an der Universität Breslau. Am 10. Mai 1933 hielt er in der Aula der Leopoldina die „Flammenrede“, die der Bücherverbrennung vorausging. Einige Tage später bekräftigte er sein „Bekenntnis zur deutschen Art“ vor der „akademischen SA“.
Nachdem ihm 1937 an der Universität Breslau eine Dozentenstelle verweigert wurde, denunzierte er die dortigen angesehenen Volkskundler Friedrich Ranke und Will-Erich Peuckert und brachte beide damit in Lebensgefahr. Ranke musste emigrieren, Peuckert verlor seine Lehrerlaubnis bis 1945.

## Stellers „Wenden-These“
1959 veröffentlichte Steller in seiner Funktion als Bundeskulturwart der schlesischen Landsmannschaft in den Mitteilungen der Landsmannschaft Schlesien, Landesgruppe Schleswig-Holstein Nr. 15 eine Arbeit über „Name und Begriff der Wenden (Sclavi). Eine wortgeschichtliche Untersuchung.“ In dieser griff er die besonders in der NS-Zeit populäre „Urgermanentheorie“ wieder auf, führte sie jedoch wesentlich weiter, indem er nicht nur das Fortbestehen einer germanischen Bevölkerung Ostdeutschlands behauptete, sondern zugleich eine nennenswerte Zuwanderung slawischer Gruppen leugnete (siehe auch Germania Slavica). Die hochmittelalterliche Ostsiedlung hätte demnach nicht zu einem Zusammenwachsen deutscher und slawischer Bevölkerung geführt, sondern es sei lediglich eine „Christianisierung und Eindeutschung des alten ostgermanischen Elementes bei einem gewissen Zuzug deutscher Bevölkerung“ zu verzeichnen (vgl. „Slawenlegende“). Mit diesen Ausführungen verband er primär politische Ziele, indem er mit seinen „Entdeckungen“ in die „Fragen der deutschen Ostgrenze“ eingreifen wollte (siehe Oder-Neiße-Grenze). Unter den Schlagworten „Irrtum der Wissenschaft – Verlust der Heimat“ warf er den verschiedenen historischen Wissenschaftlern vor, durch die Duldung und Verbreitung vermeintlicher alter Irrlehren den Verlust der deutschen Ostgebiete verschuldet zu haben.
In den Veröffentlichungen der Vertriebenenverbände und ideenverwandter Autoren wie dem Berliner Hans Scholz wurden diese Thesen Stellers begeistert aufgegriffen. Bis in die heutige Zeit werden sie von verschiedenen rechtsextremen Autoren wie Lothar Greil und Helmut Schröcke immer wiederholt und weitergeführt. Sie schaffen sich dabei ein in sich weitestgehend abgeschlossenes System von gegenseitigen Belegen und Zitaten, bei denen die Ergebnisse wissenschaftlicher Forschungen entweder negiert oder verfälschend und verkürzt herangezogen werden. Die archäologische, historische und sprachwissenschaftliche Forschung lehnte solche Thesen von Anfang begründet ab und ignoriert sie inzwischen gänzlich.

## Kritik an den Thesen Stellers
Bald nach Erscheinen seiner Arbeit erschienen in verschiedenen Publikationen Erwiderungen und Rezensionen von namhaften Fachwissenschaftlern wie den Archäologen Wolfgang La Baume und Georg Kossack, dem Slavisten Ludolf Müller, dem Germanisten Gerhard Cordes und dem Landeshistoriker Wilhelm Koppe, in denen diese Arbeit einmütig und mit scharfen Worten abgelehnt wurde.
Sehr intensiv setzte sich auch der Mittelalterhistoriker Wolfgang H. Fritze 1961 mit den Thesen und Methoden Stellers auseinander: Der Leser „konstatiert … mit einer von Seite zu Seite wachsenden Bestürzung den haarsträubenden Dilettantismus des Verfassers, der sich selbst mit diesem Buche in der peinlichsten Weise bloßstellt, ja – es muß gesagt werden – sich das wissenschaftliche Todesurteil spricht. Seine umwälzenden ‚Ergebnisse‘ hat er lediglich dadurch erzielen können, daß er sich auf einige wenige Quellenzeugnisse beschränkt – die er noch dazu mit denkbarer Willkür interpretiert –, während er von allen anderen absieht. Zudem zieht er die bisherige Forschung nur dort heran, wo es ihm paßt.“ Abschließend stellte Fritze bereits für eine der „Urschriften“ derartigen Theorien aus der Feder Stellers fest, „daß wir es hier mit einem typischen Erzeugnis nationalsozialistischer Pseudowissenschaft zu tun haben. Die bornierte Überbewertung des Germanentums gegenüber dem Slawentum, das durch seine ‚sarmatische’ Qualifizierung als ‚asiatisch’ diskriminiert werden soll, der immer wieder im Buche herumspukende Rassismus und die primitive, vorwissenschaftliche Gleichsetzung von nordischer Rasse und Germanentum sind deutliche Kennzeichen. ….  Das ganze Buch, dieses groteske und gleichzeitig erschütternde Produkt einer von politischen Tendenzen geleiteten akademischen Halbbildung, verdient vielleicht nur in einem Punkte ernst genommen zu werden: in seiner Bedeutung als Symptom. …“.

## Schriften
- Volkskundliche Arbeit im Lichte des Nationalsozialismus. In: Volkskundliche Gaben. John Meier zum siebzigsten Geburtstage dargebracht, Berlin: de Gruyter 1934, S. 244–252.

### Zu Stellers Leben und Wirken
- Harm-Peer Zimmermann: Walther Steller in Breslau (1920 bis 1937). Volkskunde und Frisistik im Zeichen des Nationalsozialismus. Nordfriesisches Jahrbuch, Neue Folge 30, 1994, S. 41–54. (Memento vom 10. April 2004 im Internet Archive)

Hier weitere Nachrufe auf und Arbeiten zu Steller.
- Harm-Peer Zimmermann: Vom Schlaf der Vernunft. Deutsche Volkskunde an der Kieler Universität 1933-1945. In: Hans-Werner Prahl (Hrsg.): Uni-Formierung des Geistes. Universität Kiel im Nationalsozialismus. Bd. 1. Veröffentlichung des Beirats für Geschichte der Arbeiterbewegung und Demokratie in Schleswig-Holstein. Kiel 1995, S. 171–274.
- Brigitte Bönisch-Brednich: Volkskundliche Forschung in Schlesien : eine Wissenschaftsgeschichte. Schriftenreihe der Kommission für Deutsche und Osteuropäische Volkskunde in der Deutschen Gesellschaft für Volkskunde e.V. 68. Marburg : Elwert, 1994, ISBN 3-7708-1041-4.

### Rezensionen zu Stellers Slawen-These
- Wolfgang H. Fritze: Slawomanie oder Germanomanie? Bemerkungen zu W. Stellers neuer Lehre von der älteren Bevölkerungsgeschichte Ostdeutschlands. Jahrbuch für die Geschichte Mittel- und Ostdeutschlands 9/10, 1961, erneut in: Fritze, Wolfgang: Frühzeit zwischen Ostsee und Donau. Ausgewählte Beiträge zum geschichtlichen Werden im östlichen Mitteleuropa vom 6. bis zum 13. Jahrhundert, hrsg. v. Ludolf Kuchenbuch und Winfried Schich, Berlin 1982, S. 31–46.
- W. Kuhn in: Zeitschrift für Agrargeschichte und Agrarsoziologie 8, 1960, S. 214.
- Wolfgang La Baume in: Ostdeutscher Literatur-Anzeiger 6, 1960, S. 145.
- W. Kuhn in: Zeitschrift für Agrargeschichte und Agrarsoziologie 8, 1960.
- Georg Kossack, Ludolf Müller, Gerhard Cordes, Wilhelm Koppe in: ZSHG 85/86 (1960/61), S. 296–318.
- H.-D. Kahl in: Forschungsfragen unserer Zeit 7, 1960, S. 74 ff.
- L. Müller, „Ostholstein-slawisch“. Entgegnung zu einem Aufsatz von Prof. Steller. Schleswig-Holstein, Monatsheft für Heimat und Volkstum 12, 1960, S. 292 f.